# Bras (Var)
Pour les articles homonymes, voir Bras.
Bras est une commune française située en Pays de la Provence verte dans le département du Var, en région Provence-Alpes-Côte d'Azur.

## Géographie

### Localisation
Commune située à 10 km de Saint-Maximin-la-Sainte-Baume et 14 de Brignoles.

### Communes limitrophes
| Brue-Auriac                   | Châteauvert | Correns                         |
| Seillons-Source-d'Argens      | Bras        | Le Val                          |
| Saint-Maximin-la-Sainte-Baume | Tourves     | Brignoles, (par un quadripoint) |

### Géologie et relief
Le relief vallonné de la commune est traversé par plusieurs vallées de cours d'eau. Le point culminant de Bras se situe à l'est du village : la barre du Défens culmine à 544 m.

### Hydrographie et eaux souterraines
La commune est arrosée par :
- l'Argens (fleuve), quelques kilomètres après sa source située à Seillons-Source-d'Argens. Le cours d'eau sert de limite de commune, au nord, avec Brue-Auriac ;
- les ruisseaux du Débat, de Cologne et de Bernarde ;
- le Cauron[3], affluent de l'Argens.

### Climat
Pour des articles plus généraux, voir Climat de Provence-Alpes-Côte d'Azur et Climat du Var.
En 2010, le climat de la commune est de type climat méditerranéen franc, selon une étude du Centre national de la recherche scientifique s'appuyant sur une série de données couvrant la période 1971-2000. En 2020, Météo-France publie une typologie des climats de la France métropolitaine dans laquelle la commune est exposée à un climat méditerranéen et est dans la région climatique Provence, Languedoc-Roussillon, caractérisée par une pluviométrie faible en été, un très bon ensoleillement (2 600 h/an), un été chaud (21,5 °C), un air très sec en été, sec en toutes saisons, des vents forts (fréquence de 40 à 50 % de vents > 5 m/s) et peu de brouillards.
Pour la période 1971-2000, la température annuelle moyenne est de 13,9 °C, avec une amplitude thermique annuelle de 16,1 °C. Le cumul annuel moyen de précipitations est de 840 mm, avec 6,2 jours de précipitations en janvier et 2,3 jours en juillet. Pour la période 1991-2020, la température moyenne annuelle observée sur la station météorologique de Météo-France la plus proche, « St Maximin la Ste Baume », sur la commune de Saint-Maximin-la-Sainte-Baume à 8 km à vol d'oiseau, est de 13,7 °C et le cumul annuel moyen de précipitations est de 765,3 mm. 
La température maximale relevée sur cette station est de 42,5 °C, atteinte le 28 juin 2019 ; la température minimale est de −15,2 °C, atteinte le 12 février 2012,,.
Les paramètres climatiques de la commune ont été estimés pour le milieu du siècle (2041-2070) selon différents scénarios d'émission de gaz à effet de serre à partir des nouvelles projections climatiques de référence DRIAS-2020. Ils sont consultables sur un site dédié publié par Météo-France en novembre 2022.

### Sismicité
Il existe trois zones de sismicités dans le Var : 
- Zone 0 : Risque négligeable. C'est le cas de bon nombre de communes du littoral varois, ainsi que d'une partie des communes du centre Var. Malgré tout, ces communes ne sont pas à l'abri d'un effet tsunami, lié à un séisme en mer.
- Zone Ia : Risque très faible. Concerne essentiellement les communes comprises dans une bande allant de la montagne Sainte-Victoire au massif de l'Esterel.
- Zone Ib : Risque faible. Ce risque le plus élevé du département (qui n'est pas le plus haut de l'évaluation nationale), concerne 21 communes du nord du département.

### Voies de communications et transports

#### Voies routières
- D28 par Saint-Maximin-la-Sainte-Baume, Le Val.
- D34 vers Brue-Auriac et vers Tourves,

#### Transports en commun
- Transport en Provence-Alpes-Côte d'Azur

Réseau de transport en commun de la région Provence-Alpes-Côte d'Azur Zou !.

## Toponymie
Aurait vraisemblablement pour origine le nom celte de “brac” qui signifie “Trou d’eau”. Bras en provençal.

## Histoire

### Moyen Âge
C’est sur la colline Saint-Pierre que Bras se développe au XIe siècle. Un castrum, habitat fortifié, enserre le château, l’église et les habitations. Au XIIIe siècle, les Templiers s’installent à proximité du village dans des bâtiments dont le centre est constitué par la chapelle Notre-Dame-de-Bethléem. Ils vont alors participer à la croissance du bourg. Cette commanderie était en fait une exploitation agricole qui assurait le ravitaillement des établissements templiers d’Orient via le port de Marseille.

#### Les Templiers et les Hospitaliers
Les Templiers s'installèrent à Bras au XIIe siècle grâce à une donation de Foulques de Bras, frère de l'ordre et commandeur de Richerenches de 1175 à 1179.
La chapelle Notre-Dame-de-Bethléem (chapelle romane de L'Hospital de l'ordre de Saint-Jean de Jérusalem) est le seul vestige de l’ancienne commanderie, de Bras.
Lors de la dévolution des biens de l'ordre du Temple, la commanderie est devenue hospitalière.

### Époque moderne
À la suite des pillages et de la peste entre le XIVe et le XVe siècle, le site de Saint-Pierre est abandonné au profit d’un nouveau village en contrebas de la colline. S’ensuit une période de prospérité durant laquelle la population croît rapidement pour atteindre 1 520 habitants au XIXe siècle.
Aujourd’hui, le village compte près de 2 900 habitants.

### Généralités historiques
Traces d'occupation préhistorique (silex taillés).
Ce fut une base d'opération, en 102 av. J.-C., lors de la bataille de Pourrières.
Une enceinte protohistorique a été dégagée au sud du « Signal » ; on a trouvé un lieu de culte à l'extrémité de ce même massif (poteries, monnaies) ; sarcophage ; fragment de cippe.
Cité en 1015 Brachium ou Castrum de Braz Vel Bracio.
En 1241, Raimond Bérenger fit don du fief de Bras à l'évêque de Riez. Plus tard, il devint une seigneurie de l'ordre de Saint-Jean de Jérusalem lors de le dévolution des biens de l'ordre du Temple.
Une légende assure que des villageois mécréants furent punis par le ciel et disparurent dans les eaux d'un lac creusé soudainement et qui sont les Gours Bénits actuels.

## Politique et administration

### Liste des maires
| Période                                  | Période                   | Identité           | Étiquette | Qualité |
| ---------------------------------------- | ------------------------- | ------------------ | --------- | --- |
| Les données manquantes sont à compléter. |                           |                    |           | |
| mars 1983                                | mars 1989                 | François Boschero  | PS        | |
| mars 1989                                | juin 1995                 | Jean-Louis Kieffer |           | Ingénieur opticien |
| juin 1995                                | mars 2008                 | Jean-Louis Giusti  | DVD       | |
| mars 2008                                | mars 2014                 | Angélique Fromion  | SE        | |
| mars 2014                                | En cours (au 18 mai 2020) | Franck Péro        | SE        | Employé d'un grand groupe autoroutier 12e vice-président de la CA de la Provence Verte (2018 → 2020) 9e vice-président de la CA de la Provence Verte (2020 → ) Réélu pour le mandat 2020-2026 |

### Intercommunalité
Bras est l'une des communes de la Communauté d'agglomération de la Provence Verte, issue de la fusion des trois communautés de communes Comté de Provence, Sainte-Baume Mont-Aurélien et du Val d'Issole.

## Urbanisme

### Typologie
Au 1er janvier 2024, Bras est catégorisée bourg rural, selon la nouvelle grille communale de densité à sept niveaux définie par l'Insee en 2022.
Elle appartient à l'unité urbaine de Bras, une unité urbaine monocommunale constituant une ville isolée,. Par ailleurs la commune fait partie de l'aire d'attraction de Marseille - Aix-en-Provence, dont elle est une commune de la couronne,. Cette aire, qui regroupe 115 communes, est catégorisée dans les aires de 700 000 habitants ou plus (hors Paris),.

### Occupation des sols
L'occupation des sols de la commune, telle qu'elle ressort de la base de données européenne d’occupation biophysique des sols Corine Land Cover (CLC), est marquée par l'importance des forêts et milieux semi-naturels (67,6 % en 2018), une proportion sensiblement équivalente à celle de 1990 (67,7 %). La répartition détaillée en 2018 est la suivante : 
forêts (57,4 %), cultures permanentes (22,4 %), milieux à végétation arbustive et/ou herbacée (10,2 %), zones agricoles hétérogènes (7,8 %), zones urbanisées (2 %), terres arables (0,1 %), zones humides intérieures (0,1 %). L'évolution de l’occupation des sols de la commune et de ses infrastructures peut être observée sur les différentes représentations cartographiques du territoire : la carte de Cassini (XVIIIe siècle), la carte d'état-major (1820-1866) et les cartes ou photos aériennes de l'IGN pour la période actuelle (1950 à aujourd'hui).

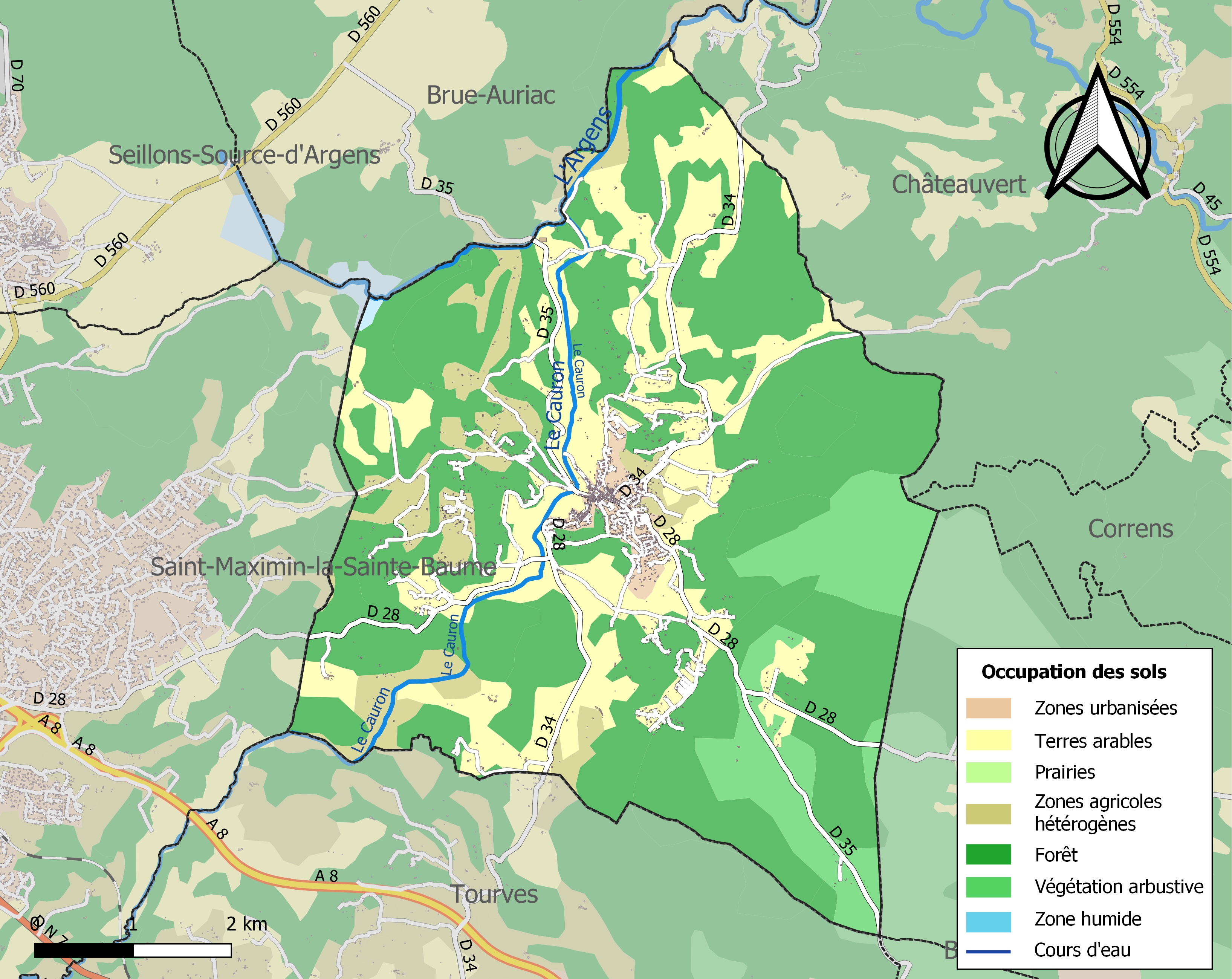
Carte des infrastructures et de l'occupation des sols de la commune en 2018 (CLC).

### Jumelages
La commune de Bras n'a pas d'accord de jumelage.

## Population et société

### Démographie
L'évolution du nombre d'habitants est connue à travers les recensements de la population effectués dans la commune depuis 1793. Pour les communes de moins de 10 000 habitants, une enquête de recensement portant sur toute la population est réalisée tous les cinq ans, les populations de référence des années intermédiaires étant quant à elles estimées par interpolation ou extrapolation. Pour la commune, le premier recensement exhaustif entrant dans le cadre du nouveau dispositif a été réalisé en 2004.

En 2022, la commune comptait 2 617 habitants, en évolution de −4,21 % par rapport à 2016 (Var : +4,98 %, France hors Mayotte : +2,11 %).
| 1793  | 1800  | 1806  | 1821  | 1831  | 1836  | 1841  | 1846  | 1851  |
| ----- | ----- | ----- | ----- | ----- | ----- | ----- | ----- | ----- |
| 1 190 | 1 335 | 1 280 | 1 489 | 1 477 | 1 537 | 1 520 | 1 503 | 1 453 |

| 1856  | 1861  | 1866  | 1872  | 1876  | 1881  | 1886  | 1891  | 1896  |
| ----- | ----- | ----- | ----- | ----- | ----- | ----- | ----- | ----- |
| 1 413 | 1 503 | 1 533 | 1 464 | 1 445 | 1 243 | 1 144 | 1 015 | 1 020 |

| 1901  | 1906 | 1911 | 1921 | 1926 | 1931 | 1936 | 1946 | 1954 |
| ----- | ---- | ---- | ---- | ---- | ---- | ---- | ---- | ---- |
| 1 005 | 967  | 806  | 760  | 774  | 754  | 760  | 707  | 710  |

| 1962 | 1968 | 1975 | 1982 | 1990  | 1999  | 2004  | 2006  | 2009  |
| ---- | ---- | ---- | ---- | ----- | ----- | ----- | ----- | ----- |
| 704  | 601  | 638  | 677  | 1 056 | 1 298 | 1 784 | 1 996 | 2 424 |

| 2014  | 2019  | 2022  | - | - | - | - | - | - |
| ----- | ----- | ----- | - | - | - | - | - | - |
| 2 591 | 2 629 | 2 617 | - | - | - | - | - | - |

## Économie

### Entreprises et commerces

#### Agriculture
- Coopérative vinicole La Laborieuse, actuellement Cellier des Templiers[30].
- Coopérative vinicole Les Travailleurs[31].
- Production agricole, centre équestre[32].
- Élevages de moutons.
- Production de spiruline en brindille.
- Production de safran[33].

#### Tourisme
- Maisons d'hôtes.
- Gîtes ruraux[34].
- Bras est sur une étape sur le chemin de Saint-Jacques de Compostelle Voie Aurélienne de Menton à Arles, GR 653 A[35]).

#### Commerces et artisanat
- Artisanat d’art.
- Commerces et services de proximité[36].

## Culture locale et patrimoine

### Lieux et monuments

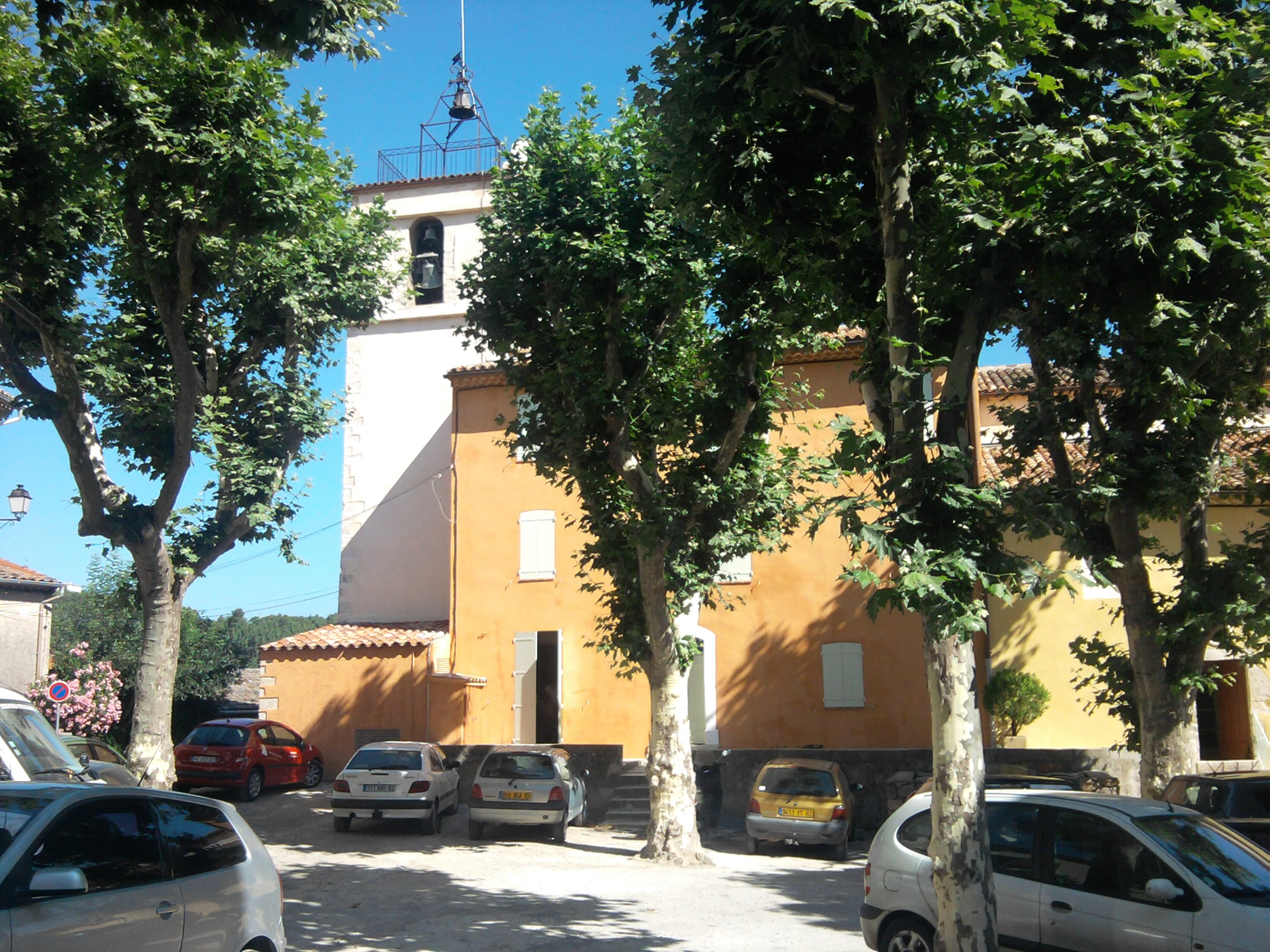
Église Notre-Dame-de-l'Assomption de Bras restaurée.
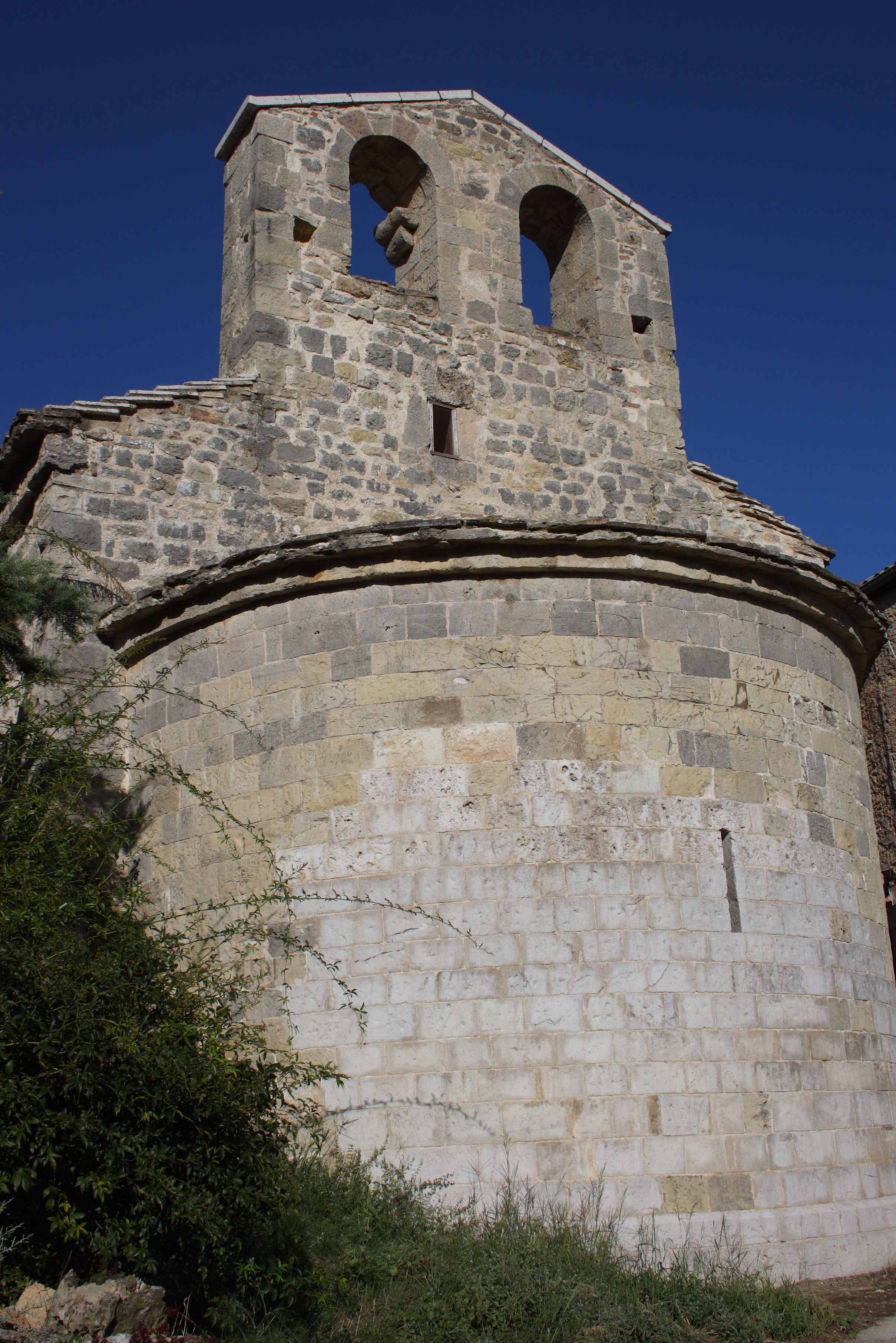
L'abside et clocher N.-D. Bethléem.
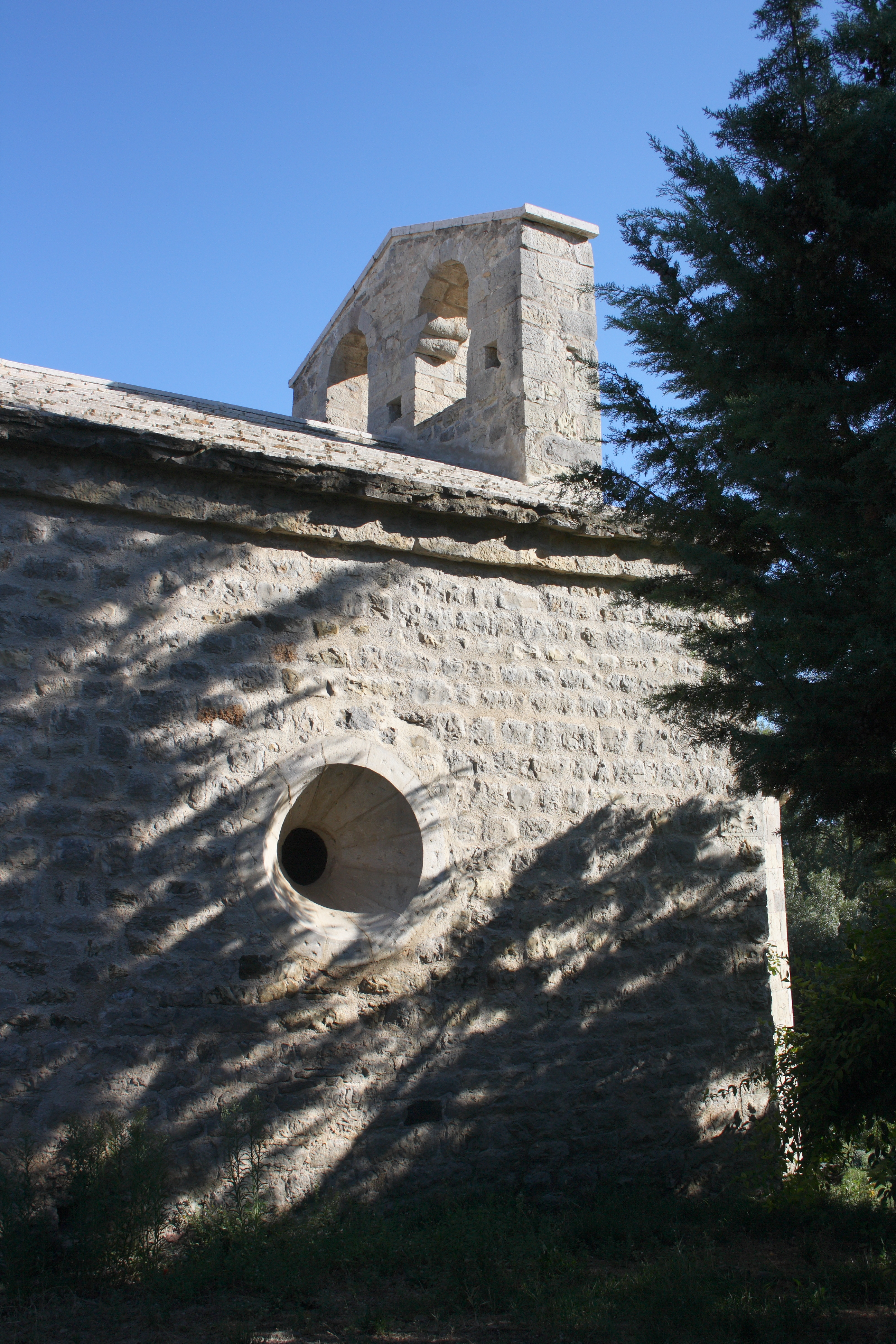
Pignon sud avec oculus et clocher.
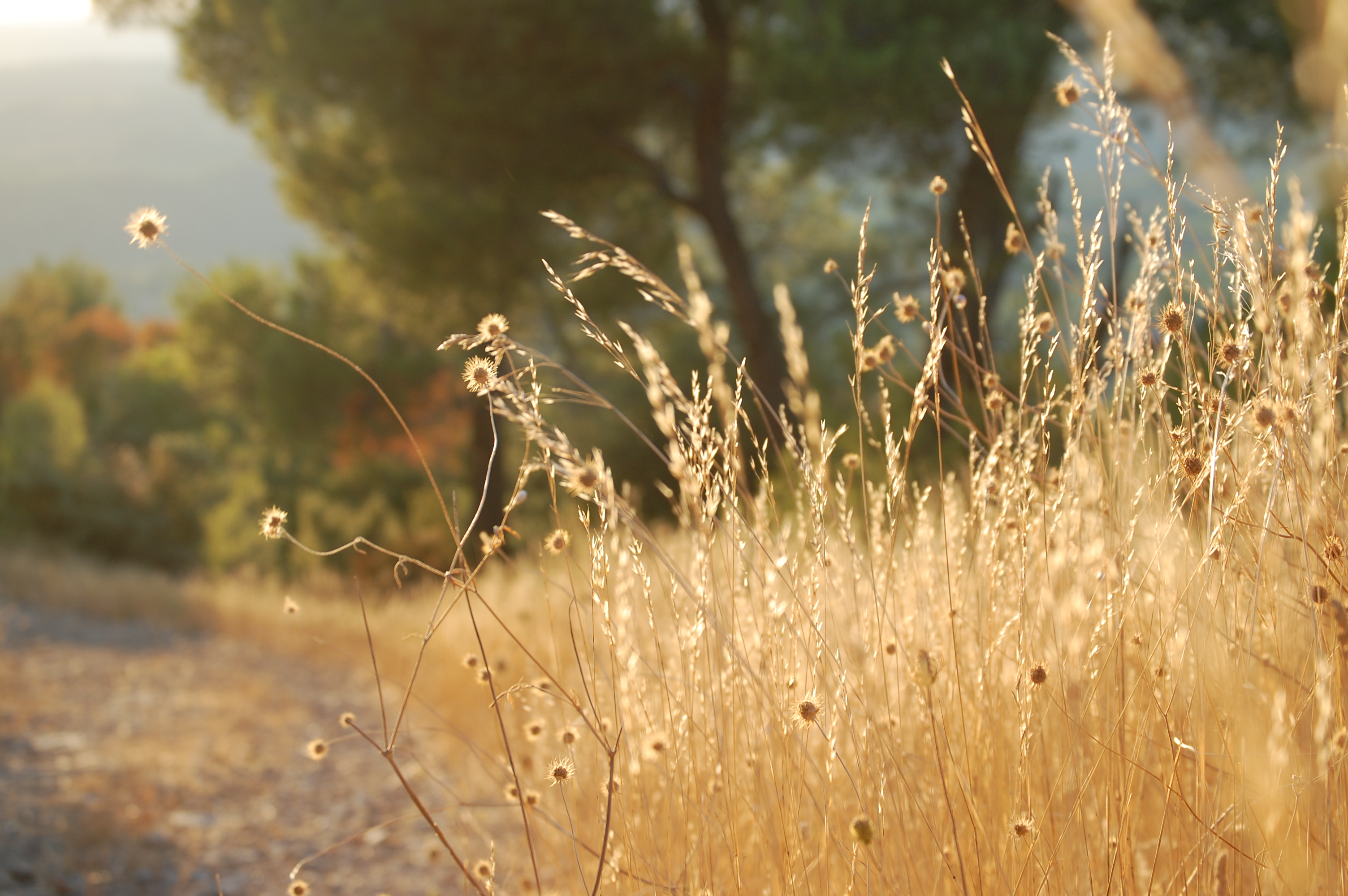
Chemin dans la colline de Bras.

Patrimoine religieux
- L'église Notre-Dame-des-Agrenas[37].
- Chapelles :
  - Chapelle Notre-Dame de Bethléem (Bras).
  - Chapelle Saint-Étienne[38].
  - Chapelle Notre-Dame-d'Espérance[39].
  - Chapelle Saint-Achillée.
- Chapelle Saint-Pierre[40].
- Oratoires.
- Monuments commémoratifs[41].

Autres lieux
- Maison du Temple de Bras[42].
- Bourg castral[43].
- Pigeonnier.

### Patrimoine environnemental

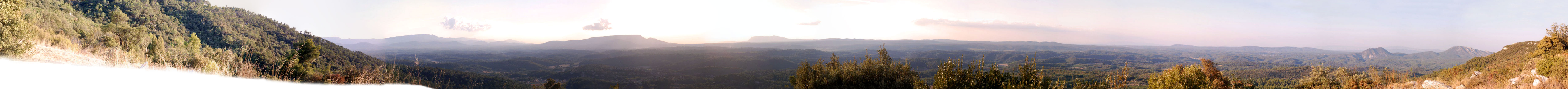
Panorama pris à partir de la colline de Bras.

- Site du Tombereau[44]. La cascade du Tombereau se situe au confluent de l'Argens et du Cauron à trois kilomètres du village, sur la route de Brue Auriac[45]. C'est un lieu privé.
- Inventaire national du patrimoine naturel de la commune

### Personnalités liées à la commune
- Nobuyoshi Tamura, japonais de naissance mais résident et directeur technique de son Dojo shumeikan.
- Patrie du général Bonnaud et du savant, le père Théophile Minuty, qui rapporta d'Orient, en 1632[46], le texte samaritain de la Bible.
- Catherine Rouvel, actrice française.
- Joseph Bœuf, fabricant français d'instruments de musique.

### Héraldique
|  | Les armoiries de se blasonnent ainsi : Fascé d'or et de sable de six pièces |

## Équipements et services

### Transports urbains
- Transport en Provence-Alpes-Côte d'Azur

Commune desservie par le réseau régional de transports en commun Zou !. Les collectivités territoriales ont en effet mis en œuvre un « service de transports à la demande » (TAD), réseau régional Zou !.
La commune est desservie par une ligne de bus régulière : La Verdière - Varages - Barjols - Saint-Maximin-la-Sainte-Baume. Les élèves ont trois lignes de bus vers les collèges et lycées de Brignoles, Barjols et Saint-Maximin-la-Sainte-Baume.

### Enseignement
Établissements d'enseignements :
- Les jeunes élèves de Bras se rendent aux écoles maternelle et primaire de la Braque[51].
- Le collège et le lycée les plus proches se situent à Saint-Maximin-la-Sainte-Baume.

### Sports
Des associations locales proposent tout un éventail d'activités sportives.

### Santé
Professionnels et établissements de santé, :
- Un médecin généraliste est installé sur la commune.
- Une pharmacie est installée au centre d'activités La Brasque, route de Brignoles.
- Hôpitaux à Saint-Maximin-la-Sainte-Baume, Brignoles

## Vie locale

### Cultes
- La paroisse de Bras, et l'église Notre-Dame-de-l'Assomption, de confession catholique, fait partie du diocèse de Fréjus-Toulon, doyenné de Brignoles[55].

### Festivités
- BD en fête, chaque année, pendant le dernier week-end de septembre se tient un festival de la bande dessinée[56].

### Politique
Bras fait partie de la huitième circonscription électorale du Var.